# Hotel Ruanda
Hotel Rwanda (bra/prt: Hotel Ruanda) é um filme de 2004 dirigido por Terry George e estrelado por Don Cheadle, Nick Nolte, Joaquin Phoenix, Desmond Dube e Sophie Okonedo.

## Enredo
A história se passa em Quigali, capital da Ruanda em 1994, no que ficou conhecido por Genocídio de Ruanda. Paul Rusesabagina (Don Cheadle) é gerente do Hotel des Mille Collines, propriedade da empresa belga "Sabena". Relata um período de aumento da tensão entre a maioria hútu e a minoria tútsi, duas etnias de um mesmo povo que ninguém sabe diferenciar uma da outra a não ser pelos documentos.
Tudo começa quando o presidente de Ruanda morre em um atentado após assinar um acordo de paz. Imediatamente os huútus entram em guerra aos tútsis, dando início a matança destes últimos.
Neste instante, Paul tenta proteger sua família, mas com o iminente massacre generalizado, compra favores para proteger seus vizinhos que haviam pedido abrigo em sua casa na primeira noite de atrocidades.
Com a continuidade da tensão e mortes de governantes, os turistas partem enquanto que no hotel, aumentam a quantidade de vítimas que procuram abrigo e proteção. As forças da ONU fazem a segurança do mais novo "hotel de refugiados".
Pela compra de favores dos militares e da milícia Interahamwe, Paul consegue manter o hotel a salvo. O Coronel Oliver (Nick Nolte) é um personagem fictício que representa os militares canadenses no comando das forças de paz da Missão de Assistência das Nações Unidas para Ruanda (UNAMIR), que tentam proteger vidas mesmo com a falta de tropas.
Um momento de esperança resplandece quando tropas surgem, mas estas têm a única missão de resgatar os estrangeiros, não tendo como objetivo interromper o massacre de tútsis pelos hútus.
Com a saída dos estrangeiros do hotel, Paul inicia negociações com o General Bizimungu (Fana Mokoena) para conseguir proteção policial, porém não consegue.
Alguns membros tentam ir embora, mas entram numa cilada que quase acabou com a família de Paul. Na outra tentativa, escoltados pelas forças da ONU, cruzam com rebeldes tútsis e chegam até o campo de refugiados, em que dali poderiam partir para a Tanzânia.

## Elenco
| Personagem                                 | Ator/Atriz       |
| ------------------------------------------ | ---------------- |
| Paul Rusesabagina                          | Don Cheadle      |
| Tatiana Rusesabagina                       | Sophie Okonedo   |
| Coronel Oliver (baseado em Roméo Dallaire) | Nick Nolte       |
| Jack Daglish                               | Joaquin Phoenix  |
| General Augustin Bizimungu                 | Fana Mokoena     |
| Pat Archer                                 | Cara Seymour     |
| Sr. Tillens                                | Jean Reno        |
| Gregorie                                   | Tony Kgoroge     |
| Dube                                       | Desmond Dube     |
| Georges Rutaganda                          | Hakeem Kae-Kazim |
| Fedens                                     | Leleti Khumalo   |
| Thomas Mirama                              | Antonio Lyons    |